# Wydawnictwo Podatkowe Gofin
Wydawnictwo Podatkowe „Gofin” sp. z o.o. – wydawca specjalistycznych czasopism, serwisów internetowych, programów komputerowych i aplikacji mobilnych z zakresu podatków, rachunkowości, prawa pracy, ubezpieczeń społecznych. Działa od 1989 roku.

## Historia[2]
W lutym 1989 wydawnictwo zarejestrowano pod nazwą Zakład Doradztwa i Organizacji, aby rozpocząć wydawanie miesięcznika „Informacja dla Służb Ekonomiczno-Finansowych” skierowanego do głównych księgowych i służb finansowo-księgowych (obecnie czasopismo wydawane jest co 10 dni pod tytułem „Biuletyn Informacyjny dla Służb Ekonomiczno-Finansowych”). Duże zainteresowanie tematyką księgową i podatkową sprawiło, że w 1998 rozpoczęto wydawanie kolejnych czasopism: „Zeszyty Metodyczne Rachunkowości”, „Poradnik VAT”, „Przegląd Podatku Dochodowego” oraz cyklicznego programu komputerowego „Podatki”.
W 1999 uruchomiono pierwszą stronę internetową wydawnictwa GOFIN.PL. Początkowo strona prezentowała tylko profil działalności wydawnictwa oraz jego ofertę wydawniczą. Z czasem na stronie zaczęło pojawiać się coraz więcej dodatkowych informacji, pomocy dla księgowych oraz serwisów tematycznych. W 2000 zmieniono nazwę przedsiębiorstwa na Wydawnictwo Podatkowe GOFIN.
W 2004 rozpoczęto wydawanie „Gazety Podatkowej”. Było to pierwsze cykliczne wydawnictwo GOFIN-u dostępne nie tylko w prenumeracie (jak wszystkie wcześniejsze czasopisma), ale również w sprzedaży kioskowej. Gazeta wydawana jest w poniedziałki i czwartki. W internetowej wersji „Gazety Podatkowej”, która została uruchomiona w tym samym czasie, oprócz aktualnych informacji i pomocy, dostępne jest także archiwum wszystkich numerów i dodatków od pierwszego wydania Gazety.
Kolejne lata w wydawnictwie to przede wszystkim szereg nowych serwisów internetowych, m.in.: „Interpretacje urzędowe”, „Orzecznictwo dla firm”, „Baza pytań Czytelników”, „Przewodnik Księgowego on-line”, „Przewodnik Kadrowego on-line”, „Indeks Księgowań FIRMA”, „Przewodnik VAT on-line”, „Indeks Księgowań BUDŻET”, a także serwis w całości poświęcony tematyce sfery budżetowej o nazwie „Serwis Budżetowy”.
Od 2018 w ofercie Wydawnictwa Podatkowego GOFIN zaczęły pojawiać się również aplikacje na urządzenia mobilne, ułatwiające dostęp do treści księgowych (w tym także do e-wydań) np. w smartfonach: „GOFIN NEWS”, „GOFIN Serwis Głównego Księgowego”, „GOFIN Serwis Budżetowy”, „GOFIN Gazeta Podatkowa”.

## Publikacje
Wydawnictwa papierowe:
- Biuletyn Informacyjny dla Służb Ekonomiczno-Finansowych z dodatkiem Serwis Podatkowy (ukazuje się co 10 dni)
- Ubezpieczenia i Prawo Pracy (dwutygodnik)
- Poradnik VAT (dwutygodnik)
- Zeszyty Metodyczne Rachunkowości (dwutygodnik)
- Przegląd Podatku Dochodowego (dwutygodnik)
- Gazeta Podatkowa (ukazuje się w poniedziałki i czwartki)

Wydawnictwa internetowe:
- Gofin.pl – Portal podatkowo-księgowy
- Internetowy Serwis Głównego Księgowego
- Czasopisma Księgowych on-line
- Gazeta Podatkowa on-line
- Serwis Budżetowy
- POMOCNIKI Księgowego m.in.: Wzory druków i umów, Kalkulatory księgowe, Wskaźniki i stawki, Terminarze, Ujednolicone przepisy prawne, Interpretacje urzędowe, Orzecznictwo dla firm, WideoPomocniki
- Indeks Księgowań FIRMA
- Indeks Księgowań BUDŻET
- Przewodniki on-line: Księgowego, Kadrowego, VAT

Programy komputerowe:
- DRUKI Gofin
- ASYSTENT Gofin
- eWYDANIE Gofin

Aplikacje mobilne:
- GOFIN NEWS
- GOFIN Serwis Głównego Księgowego
- GOFIN Serwis Budżetowy
- GOFIN Gazeta Podatkowa

Wydawnictwo Podatkowe Gofin w swojej ofercie ma również publikacje książkowe. Jest także administratorem popularnego forum podatkowo-księgowego.